# Zeuxo kurilensis
Zeuxo kurilensis är en kräftdjursart som först beskrevs av Oleg Grigor'evich Kussakin och Ludmila Tzareva 1974.  Zeuxo kurilensis ingår i släktet Zeuxo och familjen Tanaidae. Inga underarter finns listade i Catalogue of Life.